# سامحني (فلم)
سامحني هو فيلم مصري عرض عام 1958، بطولة كمال الشناوي وسميرة أحمد وكريمان، ومن إخراج حسن رضا.

## قصة الفيلم
أحمد متولي طبيب بمستشفى تلبانة الجبل يحب زينب ابنة ناظر المحطة وتأخذ منه والدته ثلاثة أرباع مرتبه لتجهيز أخته سعاد وإشباع طمعها وتطلعاتها. تتزوج أخته من حلمي وتظل أمه مستولية على راتبه رغم أن معاش والده يكفيهم. تحاول توحة أخت حلمي أن توقع أحمد في شباكها. يموت ناظر المحطة ويترك زينب وحدها ويأخذها عمها وهو رجل قاس وبخيل فتهرب منه زينب وتلجأ إلى أحمد الذي يتزوجها. تخاف أمه من سفر زينب معه إلى البلد وامتناعه عن إرسال نقوداً لها فتقترح عليه أن يترك الوظيفة ويفتتح عيادة بالقاهرة ويعيش هو وزوجته معها ولأنه لا يملك مالا ليفتتح عيادة تقترح عليه زينب أن يأخذ مدخراتها على سبيل السلف ويفتتح عيادة وترفض أمه مساعدته بفتح العيادة رغم ما تملك من مصاغ. يتم فتح العيادة بالتقسيط ويبدأ مسلسل تطفيش زينب من البيت بفريق مكون من الأم والأخت بمساعدة توحة التي تأمل في طلاق زينب من أحمد لتتزوجه هي. يعاني أحمد من المشاكل كل يوم وأصبح في حيرة ما بين أمه وزوجته وضاق به الحال وساء وضع العيادة وعجز عن دفع الأقساط وتم الحجز على العيادة وخيرته أمه ما بينها وبين زوجته وفعلت زوجته نفس الشئ حتى ترك لهن المنزل وعاقر الخمر وسار على غير هدى فصدمته سيارة ونقل إلى المستشفى فعاد الجميع لرشدهم وندمت أمه وطلبت السماح وندمت زينب خصوصا وهي حامل ففرحت بها أمه وتصالحا ولم تجد توحة لها مكاناً.

## طاقم التمثيل
- كمال الشناوي: (د. أحمد متولي)
- سميرة أحمد: (زينب)
- كريمان: (توحة)
- عمر الحريري: (د. فتحي)
- ماري منيب: (فهيمة - والدة أحمد)
- عبد الوارث عسر: (متولي - والد أحمد)
- عبد المنعم إبراهيم: (حلمي)
- إلهام زكي: (سعاد)
- شفيق نور الدين: (صالح - والد زينب)
- حسن البارودي: (عم زينب)
- مها سليم
- ماجدة جلال
- نعمت مختار: (الراقصة)
- مطاوع عويس: (جرسون البار)
- عبد المنعم سعودي: (المحضر)
- علي كامل: (مريض المستشفى)
- محمد شوقي: (مريض العيادة)

## فريق العمل
- إخراج: حسن رضا
- قصة: كمال الشناوي
- سيناريو: كمال الشناوي، حسن رضا
- حوار: كامل الحفناوي
- مدير التصوير: كليليو
- مونتاج: حسين عفيفي
- إنتاج: أفلام كمال الشناوي
- توزيع: منتخبات بهنا فيلم